# Козани (ном)
Коза́ни (греч. Κοζάνη) — ном Греции, в регионе Западная Македония. Столица — город Козани.
Население 155 324 жителей (перепись 2001 года).
Другие крупные города: Птолемаис, Сьятиста, Сервия, Велвендос и Неаполис.
У неолитического фермера Kleitos 10, жившего 4230–3995 лет до н. э., определили Y-хромосомную гаплогруппу G2a2a1a2-L91* и митохондриальную гаплогруппу K1a2.